# Ellsworth (Kansas)
Ellsworth è un comune degli Stati Uniti d'America, situato nello Stato del Kansas, nella contea di Ellsworth.